# Mitch Murray
Lionel Michael Stitcher (Sussex Oriental; 30 de enero de 1940), conocido como Mitch Murray, es un compositor, productor discográfico y autor británico. Ha ganado dos premios Ivor Novello, incluido el Jimmy Kennedy. Murray ha escrito o coescrito canciones que han dado lugar a cinco discos en las listas del Reino Unido y tres en las de Estados Unidos. También ha recibido la Insignia de Oro al Mérito de la Academia Británica de Autores y Compositores.

## Primeros años
Nació como Lionel Michael Stitcher en Hove, Sussex, Inglaterra. En 1968 cambió su nombre legal por el de Mitch Murray.

## Carrera musical
El primer gran éxito de Murray como compositor fue "How Do You Do It?". Fue elegida por el productor George Martin, que insistió en que The Beatles la grabaran como primer sencillo. La grabación permaneció oficialmente inédita hasta que apareció en Anthology 1 en 1995. Martin les dejó publicar "Love Me Do" en su lugar, pasando "How Do You Do It?" a otro joven grupo de Liverpool, Gerry and the Pacemakers. Su versión lanzó su carrera con un sencillo número 1 en el Reino Unido la primavera siguiente. Así animado, Murray les envió otra de sus canciones, "I Like It", que se convirtió en su segundo sencillo y también encabezó la UK Singles Chart.
Tuvo más éxito durante los diez años siguientes, escribiendo "You Were Made for Me" y "I'm Telling You Now" para Freddie and the Dreamers, esta última en colaboración con su líder, Freddie Garrity; y "I Knew It All the Time", grabada en 1964 por The Dave Clark Five. El libro de Murray de 1964, How to Write a Hit Song, inspiró a Sting, entonces un escolar de 12 años, a empezar a escribir canciones. En la actualidad, Sting se refiere a Murray como "Mi mentor", y escribió el prólogo del libro de Mitch Murray Handbook for the Terrified Speaker (Valium in a Volume).
La mayoría de los éxitos posteriores de Murray fueron escritos con Peter Callander, entre ellos "Even the Bad Times Are Good" (The Tremeloes), "The ballad of Bonnie and Clyde" (Georgie Fame), "Goodbye Sam, Hello Samantha" (Cliff Richard), "Ragamuffin Man" (Manfred Mann), "Hitchin' a Ride" (Vanity Fare), "Turn On The Sun" (Nana Mouskouri) y "Avenues and Alleyways", "Las Vegas" y "I Did What I Did for Maria" para Tony Christie.
Murray y Callander también fueron productores de Christie, y produjeron "Is This the Way to Amarillo?" (escrita por Neil Sedaka y Howard Greenfield). En una entrevista en The Times en la que Christie describió otro tema escrito por Murray y Callander, "Las Vegas", señaló que los dos "eran los compositores estrella de la época".
Después de escribir muchos éxitos para otras personas, en octubre de 1965 Murray tuvo un éxito como intérprete, con su composición humorística, "Down Came the Rain", publicada en Fontana Records bajo el seudónimo de Mister Murray, con "Whatever Happened to Music" en la cara B. No alcanzó el Top 50 de los Record Retailers, pero alcanzó el número 30 en la lista del NME. Una versión italiana de "Down Came the Rain", bajo el nombre de "Una ragazza in due" ("Una chica para dos") con letra no relacionada con la original, ha sido interpretada por varios artistas, entre ellos I Giganti, Ornella Vanoni y Mina. Murray también escribió "Mi hermano", que se convirtió en la favorita de los niños cuando la grabó Terry Scott en 1962.
Más tarde, Murray y Callander formaron su propio sello discográfico, Bus Stop, a través del cual lanzaron la carrera de Paper Lace. Sus dos primeros singles, publicados en 1974, fueron escritos por Murray y Callander: "Billy Don't Be a Hero" (número uno en el Reino Unido, con una versión de Bo Donaldson and The Heywoods que alcanzó el número uno en Estados Unidos), y "The Night Chicago Died" (número uno en Estados Unidos). Otra canción en la que participó Murray fue "Sing Me", un éxito en el Top Ten del Reino Unido de The Brothers en 1977.
En 1968, Murray se convirtió en el director más joven de PRS for Music. En 1971, concibió y fundó la Society Of Distinguished Songwriters (SODS). Entre los miembros actuales se encuentran Sir Tim Rice, Guy Chambers, Gary Barlow, David Arnold, Mike Batt, Justin Hayward, Don Black, Marty Wilde, Ricky Wilde y más de treinta personas. Bill Martin, que también fue miembro fundador, falleció en abril de 2020.
Murray fue nombrado Comendador de la Orden del Imperio Británico (CBE) en los Honores del Cumpleaños de 2019 por sus servicios a la música.

## Comedia
A mediados de la década de 1980, justo antes de la privatización de British Telecom, Murray escribió y protagonizó una serie de programas cómicos, The Telefun Show, que solo se podían escuchar por teléfono (marcando el 01-246 8070 en el Reino Unido), de forma similar al servicio contemporáneo Dial-A-Disc, que él también presentaba y que atraía hasta 300.000 llamadas al día.
Después de "Down Came The Rain", Murray se labró una reputación como humorista en muchos ámbitos, incluida la caracterización de voces para películas y anuncios radiofónicos, así como para hablar después de cenar.

## Autor y escritor de discursos
En la actualidad, Murray está considerado como uno de los principales escritores de discursos humorísticos profesionales de Reino Unido, y ha escrito varios libros de éxito sobre el tema, entre ellos Mitch Murray's One-Liners For Weddings (1994), Mitch Murray's One-Liners For Business y Mitch Murray's One-Liners for Speeches on Special Occasions (1997).

## Vida personal
Murray estuvo casado con la cantante y actriz Grazina Frame, pero se divorciaron en 1980. Tienen dos hijas, Gina y Mazz. Mazz, ahijada de Bob Monkhouse, interpretó durante nueve años el papel de Killer Queen en el musical We Will Rock You. Gina actuó en los teatros del West End de The Full Monty y Chicago. Actualmente trabajan juntos como dos tercios de 'Woman' The Band.
Murray reside en la Isla de Man.